# Richard Stratton
Sir Richard James Stratton, KCMG  (* 16. Juli 1924; † 26. Juli 1988) war ein britischer Diplomat und Wirtschaftsmanager, der unter anderem von 1980 bis 1984 Hochkommissar in Neuseeland und zeitgleich in Personalunion Gouverneur der Pitcairninseln war.

## Leben
Richard James Stratton, Sohn von William Henry Stratton und dessen Ehefrau Cicely Muriel Stratton, trat in den diplomatischen Dienst (HM Diplomatic Service) des Ministeriums für Beziehungen zum Commonwealth of Nations (Commonwealth Relations Office) ein und fand verschiedene Verwendungen im Ministerium sowie den Auslandsvertretungen. Er war unter anderem von 1966 bis 1969 Botschaftsrat und Kanzler der Hochkommission in Pakistan und später von 1971 bis 1972 Leiter des Politischen Referats für die Vereinten Nationen im Ministerium für Auswärtiges und Commonwealth-Angelegenheiten (Foreign and Commonwealth Office). Im Anschluss fungierte er von 1972 bis 1974 als Politischer Berater des Gouverneurs von Hongkong, Sir Murray MacLehose. Für seine Verdienste wurde er 1974 zum Companion des Order of St Michael and St George (CMG) ernannt.
1974 wurde Stratton als Nachfolger von Mark Allen Botschafter in Zaire und verblieb auf diesem diplomatischen Posten in Kinshasa bis 1977, woraufhin Alan Donald ihn ablöste. Er war zugleich von 1974 bis 1977 als Botschafter in der Republik Kongo, von 1975 bis 1977 als Botschafter in Burundi sowie 1977 als Botschafter in Ruanda akkreditiert. Im Anschluss übernahm er 1980 im Ministerium für Auswärtiges und Commonwealth-Angelegenheiten (Foreign and Commonwealth Office) das Amt des Assistierenden Unterstaatssekretär für abhängige Gebiete, das er bis 1984 bekleidete. 1980 wurde er als Nachfolger von Sir Harold Smedley Hochkommissar in Neuseeland und bekleidete dieses Amt bis 1984, woraufhin Terence O’Leary ihn ablöste. Zeitgleich war er von September 1980 bis Juli 1984 in Personalunion Gouverneur der Pitcairninseln. Darüber hinaus war er von 1980 bis 1984 auch als nicht residierender Botschafter in Westsamoa akkreditiert. Für seine Verdienste wurde er am 12. Juni 1982 als Knight Commander des Order of St Michael and St George (KCMG) nobilitiert, wodurch er fortan den Namenszusatz „Sir“ führte.